# Czyrkiejska Elektrownia Wodna
Czyrkiejska Elektrownia Wodna (ros. Чирке́йская гидроэлектроста́нция, Czirkiejskaja gidroelektrostancyja) – łukowa zapora wodna na rzece Sułak w Rosji.
Budowa zapory rozpoczęła się w 1964 roku, pierwszą turbinę tamy uruchomiono w 1974 roku, a ostatnią w 1976 roku. Cały projekt ostatecznie zakończono w 1978 roku. Jest to największa elektrownia wodna zlokalizowana na Kaukazie Północnym oraz najwyższa tego typu w Rosji. Zapora wyposażona jest w cztery jednostki turbin Francisa o mocy całkowitej 1000 MW. W latach 2008–2009 przeprowadzono modernizację urządzeń elektrowni wodnej.

## Dane techniczne zapory
- Wysokość zapory: 232,5 m[1]
- Długość zapory u szczytu: 338 m
- Szerokość zapory u szczytu: 6 m[1]
- Szerokość zapory u podstawy: 30 m[1]
- Moc turbin: 4 × 250 MW
- Całkowita moc generowana: 1000 MW

## Zbiornik wodny
Przed ukończeniem budowy zapory wodnej przeniesiono około 830 budynków, a po jej zakończeniu zalano wodą około 3040 ha gruntów rolnych.
- Powierzchnia zbiornika wodnego: 42,4 km²
- Długość zbiornika: 40 km
- Maksymalna szerokość zbiornika: 5 km
- Objętość: 2,78 km³
- Maksymalna głębokość: około 200 m
- Powierzchnia zlewni: około 11 290 km².